# NOS4A2 (série télévisée)
NOS4A2 est une série télévisée américaine de deux saisons de dix épisodes diffusée sur la chaîne AMC du 2 juin 2019 au 23 août 2020. Elle adapte le roman Nosfera2 de l'écrivain d'horreur Joe Hill.

## Synopsis
Un vieil homme enlève un petit garçon dans sa Rolls Royce, tandis que son acolyte tue la mère et son amant. Une jeune fille, Maggie, qui connaissait l'enfant, possède des pièces de scrabble magiques dont elle se sert pour savoir où il se trouve. Vic, une adolescente, souhaite faire des études d'art mais ses parents n'ont pas d'argent. Elle découvre qu'elle peut voir un pont couvert démoli il y a des années, apprenant en le traversant où se trouvent les objets perdus. Cela lui apporte aussi une connexion avec le kidnappeur, Charlie Manx.

## Distribution
- Ashleigh Cummings (VF : Bénédicte Bosc) : Victoria « Vic » McQueen
- Ólafur Darri Ólafsson (VF : Pascal Casanova) : Bing Partridge
- Jahkara J. Smith (en) (VF : Fily Keita) : Margaret « Maggie » Leigh
- Ebon Moss-Bachrach (VF : Anatole de Bodinat) : Christopher « Chris » McQueen
- Virginia Kull (VF : Véronique Desmadryl) : Linda McQueen
- Zachary Quinto (VF : Adrien Antoine) : Charlie Manx
- Ashley Romans (VF : Jocelyne Nzunga) : Tabitha Hutter
- Jonathan Langdon : Lou Carmody
- Mattea Conforti : Millie Manx
- Karen Pittman (en) : Angela Brewster
- Paulina Singer (en) (VF : Justine Berger) : Willa Brewster
- Darby Camp (VF : Clara Quilichini) : Haley Smith
- Jason David : Bruce Wayne McQueen
- Paul Schneider (VF : Constantin Pappas) : Jonathan Beckett

- Version française
  - Studio de doublage : Chinkel[1]
  - Direction artistique : Emmanuel Karsen
  - Adaptation : Agnès Pauchet et Emeline Bruley

## Production

### Fiche technique
- Création : Jami O'Brien
- Scénario : d'après Nosfera2 de Joe Hill
- Réalisation : Kari Skogland, John Shiban, Tim Southam, Jeremy Webb, Hanelle Culpepper, Tricia Brock
- Photographie : Martin Ahlgren
- Montage : Todd Desrosiers
- Musique : Mike Patton
- Producteurs : Shana Fischer Huber
- Production : O'Brien Construction, The Tornante Company, AMC Studios
- Langues : anglais

## Épisodes
Saison 1
1. Le raccourci
2. Le cimetière de CE-QUI-POURRAIT-ÊTRE
3. L'homme au masque à gaz
4. La maison du sommeil
5. La Rolls Wraith
6. Les tunnels obscurs
7. Les ciseaux et le vagabond
8. Parnassus
9. La maison du Père-Cruel
10. Gunbarrel

Saison 2
1. Mère indigne
2. Le bon père
3. La voie nocturne
4. La maison du lac
5. Bruce Wayne McQueen
6. Le gardien du temps
7. Cripple Creek
8. Chris McQueen
9. Bienvenue à Christmasland
10. Bats